# Jeanneth Beltrán
Jeanneth de los Ángeles Beltrán Martínez (Nicaragua, 1984-Toledo, 23 de mayo de 2014), conocida como Jeanneth Beltrán, fue una migrante nicaragüense en situación irregular en España que falleció tras más de cuatro horas de espera en las urgencias del hospital de Toledo sin ser atendida. Su caso se ha convertido en símbolo de reivindicación por una sanidad universal, así como de los derechos de las personas migrantes y de las empleadas domésticas. En 2018 se constituyó en su honor el Observatorio Jeanneth Beltrán para la incidencia política y denuncia de abusos en el sector de las empleadas de hogar.

## Fallecimiento de Jeanneth Beltrán
El viernes 23 de mayo, a las 18:30 horas, Jeanneth Beltrán llegó a las Urgencias del Hospital Virgen de la Salud de Toledo desde Ajofrín en compañía de otra mujer. Tenía fuertes dolores de cabeza, la mitad de la cara paralizada, vómitos y molestias en todo el cuerpo. Su acompañante relató que en el hospital le pidieron el pasaporte de la paciente y que como no lo tenía intentó ofrecer sus papeles "para que, por lo menos, tuvieran algo, pero se negaron. No, no, no, me decían”. Relató asimismo que, ante la espera y el agravamiento del estado de salud de la enferma, estuvo llamando reiteradamente al personal de salud del hospital pero que nadie le hacía caso y que solo le pedían que se callase con muy malas formas. Añade que a las 22:30 horas Beltrán empezó a vomitar “muy oscuro” y convulsionar, motivo por el que, ante la falta de atención se dispuso a trasladarla a otro hospital. Este fue el momento en el que el personal de urgencias decidió hacer pasar a la paciente. Dos horas y media más tarde un médico salió para comunicarle su fallecimiento. 
Tras estos sucesos el hospital emitió una nota informando que se había abierto una investigación con el fin de determinar las causas. En dicha nota la institución indicaba que su servicio de urgencias ese día no presentaba ningún tipo de saturación, ni tenía pacientes en espera de cama, recordando, además, que el hospital cuenta con todos los recursos disponibles para adecuarlos a las necesidades asistenciales, al tiempo que pedía respeto por la investigación en curso.
Transcurrido un mes del fallecimiento de Jeanneth Beltrán, el hospital envío un aviso a su nombre en el que le daban un plazo de veinte días para presentar la documentación, alertando de que en el caso de no obtener contestación se le pasaría la factura correspondiente por la asistencia. Una documentación consistente en una  “fotocopia de la tarjeta sanitaria de la Seguridad Social o tarjeta europea”, de la que Beltrán carecía al encontrarse en situación irregular en España. 

## Reacciones a la muerte de Jeanneth Beltrán
Tras el fallecimiento de Jeanneth Beltrán se iniciaron de oficio diligencias de investigación que posteriormente fueron archivadas. En su informe, el fiscal encargado concluía que la atención sanitaria fue correcta y que no hubo indicios, "ni siquiera mínimos", de la comisión de un delito. Señaló, asimismo, que en las urgencias del hospital se le hicieron las preguntas pertinentes, a través de las cuales se identificaron unos síntomas de moderada urgencia, no encontrando, por tanto, relación alguna entre la muerte de Jeanneth Beltrán y la atención sanitaria que recibió. La resolución del fiscal destacaba, además, que no existía ningún diagnóstico previo, no constando la enfermedad en el historial de la paciente.
Por su parte, organizaciones sociales como Yo Sí Sanidad Universal, Sociedad Madrileña de Medicina de Familia y Comunitaria, Territorio Doméstico y Senda de Cuidados denunciaron que Jeanneth Beltrán padecía una enfermedad poco frecuente, pero de sencillo diagnóstico –una infección renal– que hubiera sido fácilmente controlable a través de un seguimiento en el servicio de atención primaria de salud. Posibilidad esta que le fue negada con motivo de la aplicación del Real Decreto 16/2012 que excluye de esta cobertura a personas migrantes sin papeles. Asimismo, denunciaban que:  

Esta norma ha supuesto un cambio de modelo sanitario en el que la universalidad ha sido sustituida por un sistema de aseguramiento, quedando la ciudadanía dividida entre quienes tienen derecho a recibir atención y quienes han perdido dicho derecho. Una transformación que se ha producido sin debate parlamentario alguno y con una fuerte oposición social y de las y los profesionales de la salud, como indican las más de 2.300 objeciones presentadas ante la
Sociedad Española de Medicina de Familia y Comunitaria (SEMFYC).
Informe Registro Estatal para la Denuncia de la Exclusión Sanitaria (REDES).

En una carta abierta remitida por Yo Sí Sanidad Universal al fiscal, se destaca que las molestias de Jeanneth Beltrán habían empezado hacia bastante tiempo, pero que ella sabía que “debía aguantar hasta que le llegaran los papeles”, porque no quería arriesgarse a no poder pagar la factura sanitaria y que, como contrapartida, se le castigara con la probable cancelación del derecho a la residencia.
Respecto al requerimiento de documentación por parte del hospital tras el fallecimiento de Beltrán, la misma organización defensora de la sanidad universal señala que el centro no debería haberle reclamado facturación, ya que es uno de los pocos supuestos que el Real Decreto 16/2012 prevé para atender a las personas que excluye de la cobertura sanitaria. En concreto destaca que la norma establece que: “los extranjeros no registrados ni autorizados recibirán asistencia sanitaria de urgencia por enfermedad grave o accidente cualquiera que sea su causa”.

## Observatorio Jeanneth Beltrán
En 2018 los colectivos Senda de Cuidados y Territorio Doméstico crearon el Observatorio Jeanneth Beltrán para la promoción de los derechos en el empleo del hogar y cuidados. Según sus impulsoras, el objetivo del Observatorio es poner en evidencia las situaciones de desprotección que padecen las mujeres del sector en su trabajo, para sistematizarlas y difundirlas, haciendo de altavoz ante las instituciones y la sociedad en general.Al acto inaugural que tuvo lugar el 19 de mayo, además de los colectivos convocantes, acudieron la asociación Las Kellys y las Trabajadoras de Residencias de mayores de Bizkaia, así como trabajadoras de ayuda a domicilio de Móstoles, Fuenlabrada y Alcobendas, entre otras.Posteriormente, el Observatorio puso en marcha la Escuela de Activismo y Formación Política para las Trabajadoras del Hogar Jeanneth Beltrán.
En el año 2022, Ameco Press, Información para la igualdad, otorgó al Observatorio Jeanneth Beltrán el Premio especial del jurado. En el acto de recogida de dicho reconocimiento, las integrantes corearon algunas de sus consignas, entre ellas la de: “querían brazos y llegaron personas”. 